# Lindsaea chingii
Lindsaea chingii är en ormbunkeart som beskrevs av Carl Frederik Albert Christensen. Lindsaea chingii ingår i släktet Lindsaea och familjen Lindsaeaceae. Inga underarter finns listade.